# Kayōmon'in no Echizen
Kayōmon'in no Echizen (嘉陽門院越前, conosciuta anche come Ise no Nyōbō (伊勢女房); ... – XIII secolo) è stata una poeta giapponese waka del tardo periodo Heian e il primo periodo Kamakura.
È considerata una delle Trentasei poetesse immortali.
Suo padre era Ōnakatomi no Kinchika, monaco shintoista del Santuario di Ise. Servì come dama di corte la principessa Fujiwara no Shokushi, madre del futuro imperatore Go-Toba. In seguito servì la principessa imperiale Kayōmon'in, figlia dell'imperatore Go-Toba.
Per le sue abilità nella poesia waka fu scelta dall'imperatore in pensione Go-Toba per partecipare ai suoi circoli poetici. Partecipò a vari concorsi di waka nel 1200, 1201, 1204, 1216 e 1248.
26 delle sue poesie furono incluse in diverse antologie imperiali tra cui lo Shin Kokin Wakashū.